# Idaea laevigata
Idaea laevigata är en fjärilsart som beskrevs av Giovanni Antonio Scopoli 1763. Idaea laevigata ingår i släktet Idaea och familjen mätare. Inga underarter finns listade i Catalogue of Life.